# Rhyacia helvetina
Rhyacia helvetina is een vlinder uit de familie uilen (Noctuidae). De wetenschappelijke naam is voor het eerst geldig gepubliceerd in 1833 door Boisduval.
De soort komt voor in Europa.